# Phreatia laxa
Phreatia laxa är en orkidéart som beskrevs av Rudolf Schlechter. Phreatia laxa ingår i släktet Phreatia och familjen orkidéer.

## Underarter
Arten delas in i följande underarter:
- P. l. laxa
- P. l. perlaxa